# Tribunal constitutionnel (Pologne)
Pour les articles homonymes, voir Tribunal constitutionnel.
En Pologne, le Tribunal constitutionnel est un organe constitutionnel créé en 1982 et dont les compétences sont actuellement régies par la Constitution de 1997 et les lois organiques du 1er août 1997 et du 30 août 2015 relatives au Tribunal constitutionnel.
D'après l'article 188 de la Constitution, « le Tribunal constitutionnel statue sur :
1. la conformité à la Constitution des lois et des traités,
2. la conformité des lois aux traités ratifiés dont la ratification exige l'autorisation préalable d'une loi,
3. la conformité des actes réglementaires émanant des autorités centrales de l’État à la Constitution, aux traités ratifiés et aux lois,
4. la conformité à la Constitution des objectifs ou de l'activité des partis politiques,
5. toute saisine portée devant ce Tribunal, en application au premier alinéa de l'article 79 de la Constitution[2]. »

Les 15 membres du tribunal constitutionnel sont élus individuellement par la Diète pour un mandat unique non renouvelable de neuf ans parmi les personnes ayant une expérience et d'excellentes connaissances juridiques. Son président (Julia Przyłębska depuis 2016) est désigné par le président de la République qui le choisit sur la base d'une proposition de deux noms faite par les membres du Tribunal.
Après les élections générales de 2015, plusieurs décisions du président de la République et de la nouvelle présidente du Conseil des ministres sur le renouvellement et le fonctionnement du tribunal suscitent dans tout le pays des manifestations des adversaires du parti au pouvoir rassemblant les différents partis du centre et de la gauche et des citoyens non encartés regroupés dans un Comité de défense de la démocratie (KOD), avec « Liberté, égalité, démocratie » pour mot d’ordre. Le parti Droit et justice a réagi par des contre-manifestations.